# Baudouin de Lannoy
Pour les articles homonymes, voir Lannoy (homonymie).
Pour les autres membres de la famille, voir Maison de Lannoy.
Baudouin Ier de Lannoy, seigneur de Molembais, dit « le Bègue », né à Beaumont (commune de Hem) en 1388 et mort à Huppaye en 1474, est un homme d'État des Pays-Bas bourguignons des XIVe et XVe siècles. 

## Biographie
Baudouin de Lannoy appartient à la Maison de Lannoy, fils de Guillebert Ier de Lannoy et de Catherine de Molembais. Ses frères aînés Guillebert de Lannoy, voyageur et diplomate, et Hugues de Lannoy ont laissé des œuvres littéraires en français. 
Il se marie deux fois, avec Marie de Nielles, puis avec Adrienne de Berlaymont, avec qui il a quatre enfants : Baudouin II de Lannoy, seigneur de Molembais ; Philippote de Lannoy, épouse de Jean de Jauche, seigneur de Mastaing ; Anne de Lannoy, épouse de Leon, seigneur de Proisy ; et Hugues de Lannoy, chanoine de la cathédrale de Liège.
Il est conseiller et chambellan du duc de Bourgogne Philippe le Bon, et son ambassadeur à la cour du roi Henry V d'Angleterre ; il sera gouverneur du bailliage de Lille, Douai et Orchies de 1424 à sa mort. 
Baudouin de Lannoy est, ainsi que ses frères Guillebert et Hugues l'un des membres fondateurs de l'Ordre de la Toison d'or fondé à Bruges en janvier 1430 par Philippe de Bon ; à cette occasion, il commande son portrait au peintre Jan van Eyck. Le Portrait de Baudoin de Lannoy, réalisé vers 1435, est exposé à la Gemäldegalerie de Berlin.

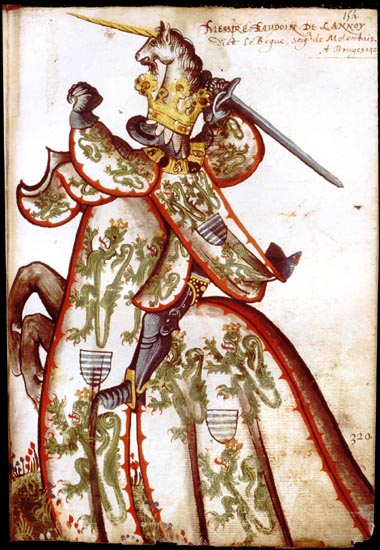
Baudouin de Lannoy, dans Le grand armorial équestre de la Toison d'or, manuscrit 4790, Paris, Bibliothèque de l'Arsenal